# نشانگان رایتر
سندرم رایتر (به انگلیسی: Reiters syndrome) نوعی آرتریت غیر چرکی حاد بر اثر عفونت در نقطه دیگری از بدن است (معمولاً ادراری تناسلی یا روده‌ای) که ممکن است با علائم خارج مفصلی همراه گردد. سندرم رایتر ( Reiter's disease ) (نوعی از آرتریت راکتیو) را به عنوان مجموعه‌ای از علایم مختلف توصیف کرده اندو در این بین سه علامت عمده پلی آرتریت ( Arthritis)، اورتریت غیر گونوکوکی و التهاب چشم ( کنژکتیویت یا یوئیت ) تشکیل تریاد مشخص این سندرم را میدهند. به نظر می‌رسد نوعی واکنش خودایمنی در یک زمینه ژنتیکی وجود دارد .
معمولاً بیماری یک تا چهار هفته بعد از عفونت ( اسهال یا عفونت ادراری ) روی داده و با درمان عوارض مفصلی به جا نمی‌گذارد . درمان رایج با داروهای ضدالتهاب غیراستروئیدی است . این بیماری از عوارض آلودگی با کلایمدیا تراکوماتیس است.
التهاب مفصلی ممکن است خفیف یا شدید باشد . معمولاً در مفاصل بزرگ پاها و در انگشتان پا به صورت غیرقرینه و حاد بروز می‌کند. علائم اولیه ۳ تا ۴ ماه طول می‌کشد. در برخی از بیماران، التهاب مفصلی ظرف چند سال عود می‌کند.